# Toyota Corolla AE (серия автомобилей)
Toyota Corolla Levin/Toyota Sprinter Trueno — серия компактных купе фирмы Toyota, производившиеся на базе автомобилей Toyota Corolla / Toyota Sprinter.

## 1 поколение

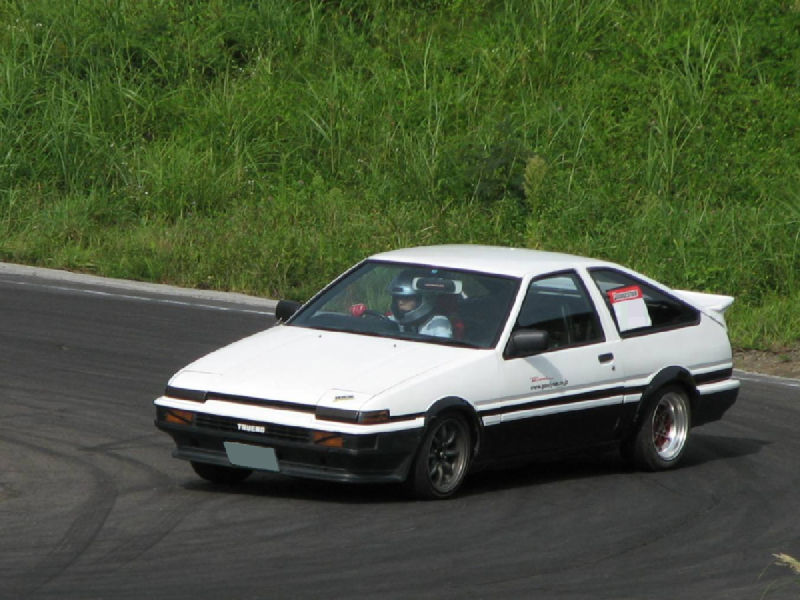
Toyota Sprinter Trueno AE86

Cерия AE85, AE86 — 10 Мая 1983 — 30 Мая 1987
AE86, AE85 выпускался в нескольких модификациях: купе и трёхдверный хетчбэк, со скрытыми и обычными фарами. АЕ85 от AE86 в основном отличается двигателем (3A-U — 1.5L, один распредвал и 8 клапанов), КПП (тросиковый выжим сцепления) и задним дифференциалом (без блокировки). AE86 — последняя заднеприводная модификация «Corolla Levin» 『レビン на японском』и « Sprinter Trueno»『トレノ на японском』. AE86 имеет под капотом двигатель 4A-GE (twin cam). Японцы называли АЕ86 『ハチロク』 «Хатироку» («хати» и «року» — цифры 8 и 6 по-японски), а АЕ85 «Хатиго» 『ハチゴー』. Правильно числа пишутся как 86-八六 85-八五, но на письменном языке, когда речь идет про машины, пишут катаканой.

## 2 поколение
Cерия AE91, AE92 — 6 Июня 1987 — 25 Мая 1991 
Вслед за 6-м поколением Corolla и Sprinter, которые были переднеприводными, Corolla Levin тоже получил передний привод. По индексу кузова (AE92) его называли «Кюни» (на японском языке «кю» — это 9, «ни» — 2). Corolla Levin стал несколько легче предыдущего поколения модели; однако существовала модификация GT-Z, оснащенная более мощным двигателем мощностью 145 л. с. с суперчарджером. В 1989 году, в середине жизненного цикла поколения, автомобиль подвергся небольшому рестайлингу, в частности поменялся внешний вид переднего бампера и решетки радиатора.

## 3 поколение
Cерия AE100, AE101 — 16 Июня 1991 — 15 Апреля 1995 
В седьмом поколении моделей Corolla и Sprinter, выпущенном в 1991 г., в период экономики «мыльного пузыря», особое внимание уделялось сочетанию эксплуатационных и товарных качеств. Corolla Levin и Sprinter Trueno, по сути, являлись одинаковыми машинами; несмотря на то, что в них сохранился имидж прежних поколений, эти машины стали более «продвинутыми» в спортивном направлении. В Sprinter Trueno перестали использоваться «складывающиеся» (прячущиеся) фары, вместо них использовались более узкие, что, в свою очередь, позволило отказаться от решетки радиатора в передней части кузова.
Несмотря на то, что вес обеих машин приближался к 1 тонне, что не характерно для спортивных машин, спортивность достигалась использованием подвески Super Strut Suspension и более мощными двигателями: 170-сильным с приводным нагнетателем (4A-GZE) и 160-сильным 20-клапанным с системой изменения фаз ГРМ VVT (модификация мотора 4A-GE, известная под именем Silver Top). В 1993 году Corolla Levin подвергся некоторым изменениям (в частности, изменился бампер) и упрощениям, что позволило снизить её стоимость.

## 4 поколение
Cерия AE110, AE111 — Май 1995 — Июль 2000 
4 поколение Toyota Corolla Levin и Sprinter Trueno, выпущенное в 1995 году, имело более угловатый дизайн — в полном соответствии с изменениями, произошедшими в дизайне всех автомобилей Toyota в середине 90-х. Однако общая концепция была унаследована от предыдущих поколений модели. Так же, как и ранее, отличие Corolla Levin от Sprinter Trueno заключалось в разном дизайне передней и задней оптики и наличии/отсутствии решетки радиатора.
Как и предыдущее поколение, Corolla Levin выпускалось только в кузове купе. Наибольшие изменения коснулись двигателей: на топовых модификациях BZ-R, BZ-V, BZ-G стоял всё тот же, но несколько модифицированный (расходомер воздуха был заменен на датчик абсолютного давления (MAP), диаметр дроссельных заслонок увеличился с 42 мм до 45 мм и, также был увеличен диаметр выпускных окон, подъём кулачков впускного распредвала был увеличен с 7.9 мм до 8.2 мм), атмосферный 20-клапанник 4A-GE объёмом 1,6 л с системой VVT, мощностью 165 л. с. и крутящий момент 162/5600 н-м/об.мин при степени сжатия 11.00 (известный как Blacktop или «Черноголовый», прозванный так, из-за окрашенной в чёрный цвет клапанной крышки двигателя). Кроме того, на Corolla Levin устанавливались 100-сильный двигатель объёмом 1,5 литра (комплектация FZ) и 1,6-литровый 4A-FE — мощностью 115 л. с. (модификация XZ). Ходовая часть практически не изменилась, однако благодаря некоторым технологическим изменениям разработчикам удалось добиться снижения веса автомобиля в целом.
Опционально ставили вместо передней подвески типа «Макферсон» многорычажную подвеску «Super Strut Suspension», позволяющую добиться более острого управления автомобилем. Так же ставился опционально люк, ключ с дистанционным управлением и более качественная музыкальная система.
В 1997 году произошли небольшие дизайнерские изменения облика автомобиля, в частности, стал использоваться бампер с круглыми противотуманными фарами, а на версию BZ-R стали устанавливать шестиступенчатую механическую коробку передач. Также был незначительно изменён двигатель 4A-FE, после 1997 года его мощность составила 110 л. с. На этом поколении история автомобиля Corolla Levin закончилась.
На каждое поколение Levin/Trueno в том числе ставился двигатель 4A-GE в разных модификациях.

## Примечание
1. ↑  TOYOTA MOTOR CORPORATION. トヨタ自動車WEBサイト (яп.). トヨタ自動車WEBサイト. Дата обращения: 9 августа 2021. Архивировано 6 августа 2021 года.